# Нартський епос
На́ртський (На́ртівський) е́пос — епос, що існує у ряду народів Північного Кавказу, основу якого складають оповіді про походження і пригоди героїв-богатирів («нартів»). Існує перш за все у осетин і у абхазо-адигських народів (адигів, абазин, абхазів); відомі також версії епосу, що зустрічаються у чеченців і інгушів, карачаївців, балкарців і ін. . Існує в прозаїчній і віршованій формі.

## Становлення епосу
Дослідники вважають, що епос почав створюватися в VIII–VII ст. до нашої ери, а в XIII–XIV ст.ст. розрізнені оповіді стали об'єднуватися в цикли, групуючись навколо якого-небудь героя або події.
Через відсутність письмових джерел неможливо відновити повну картину того, як відбувався розвиток і формування епосу. Лише уривчасті дані, що містяться в працях Геродота і Мацелліна, а також в хроніках Вірменії і Грузії, дозволяють судити про історико-культурне середовище, в якому зароджувалися оповіді про нартів.
Щодо походження слова «нарт» учені не прийшли до єдиної думки; частина з них убачає схожість з іранським словом «нар» (чоловік), осетинським «нæ арт» (наш вогонь) і староіндійським коренем «нрт» (танцювати). В.І.Абаєв вважав, що слово «нарт» сходить до монгольського кореня «нара» — сонце (багато героїв епосу пов'язано з солярним міфом). Слово «нарт» утворене з цього слова з додаванням суфікса «-т», який є покажчиком множини іменників в осетинській мові. За тим же принципом досі утворюються осетинські прізвища.
Питання про походження нартського епосу складне. Мовознавець-іраніст В.І.Абаєв і французький історик-філолог Ж.Дюмезіль стверджують, що народом-творцем епосу є осетини.

1. Термін «нарт» укладає осетинський показник множинності «т» і утворений за типом осетинських фамільних імен: отже, до інших народів Кавказу він увійшов в осетинському оформленні;
2. Деякі нартовські сюжети, як показали В. Міллер і Ж. Дюмезіль, мають повну аналогію в побуті і звичаях віддалених предків осетин, племен скіфо-сарматів;
3. Імена Уархаг, Ахсар, Ахсартаг, Урузмаг, жіноче ім'я Ацихурс, назва чудової чаші Уацамонга — безперечно іранського походження;
4. Ім'я головної героїні Сатани (Шатана), хоч і не цілком ясне за походженням, невіддільно від імені аланської принцеси Сатенік, яке нам зберегли вірменські расподи у зв'язку з подіями II століття (походи аланів в Закавказзі);
5. Ім'я Сослан, будучи, видно, тюркського (ногайського) походження, осетинське з XII століття н. е. (чоловік цариці Тамари Давід-Сослан був осетинським володарем); ім'я Сосруко представляє «адигізацію» імені Сослан із закономірним перебоєм л-р;
6. Ім'я Батрадз утворене з Батир-ас і означає «асський (аланський) богатир».

Все це не залишає сумніву, що матеріальним ядром епосу слував стародавній аланський цикл, висхідний деякими елементами ще до скіфської епохи і що безперервно збагачувався за рахунок контактів з іншими народами, зокрема народами Кавказу. В.І.Абаєв

Припущення про осетинське походження епосу також має і спростування:

Зрозуміло, дослідницька робота з вивчення цього пам'ятника спочатку спиралася головним чином на осетинський матеріал. І, можливо, цим пояснюється той факт, що аж до 50-х років генезис нартського епосу зв'язувався з історією осетин. Вважалося, що він «проник» на Кавказ разом з приходом туди аланських предків осетин. Поява доказів про широке побутування нартського епосу також і у інших народів Кавказу (численні записи на адигській, абхазькій, карачаєво-балкарській, чеченській і інгуській мовах) сприймалося як факт культурного запозичення, і не більш.
Але вже в середині 1950-х років в радянській науці була проголошена теза про нартські оповіді як про єдиний загальнокавказький пам'ятник стародавньої епічної поезії. Стало очевидним, що історичне коріння, яке об'єднує нартські оповіді всіх національних версій, треба шукати в основних чинниках кавказької спільності, таких, як: генетична спорідненість народів Кавказу; роль єдиного кавказького субстрата; схожі умови матеріального суспільного існування і тісне духовне спілкування між цими народами протягом тривалого історичного часу.

Згідно з нартознавцем Ахмедом Мальсаговим, імена більшої частини нартів мають виражене іранське походження.

## Оповіді різних народів
Численні оповіді про нарти групуються навколо імен основних персонажів епосу, утворюючи, тим самим, своєрідні цикли. У кожній національній версії епосу ті або інші цикли займають порівняно більше або менше місце. Наприклад, в адигській версії обширніше місце цикл оповідей про молодшого нарта Сосруко, символу сонця і світла; у абхазькому — про Сатаній, матері нартов.
Також є відмінності в іменах героїв епосу:
| осет.                     | адиг.         | вайнах.                 | абхаз.        | абаз.   | кабард.  |
| ------------------------- | ------------- | ----------------------- | ------------- | ------- | -------- |
| Сослан/Созрико            | Сосруко       | Сеска Сосла/Соска Сосла | Сасриква      | Сосруко | Сосруко  |
| Сата́на/Шатана             | Сатаней Гуа́ша | Села Сата/Сели Сата     | Сатаней-Гуаша | Сатаней | Сатаней  |
| Батрадз                   | Батараз       | Патарз/Патриж           | -             | -       | Батараз  |
| Сирдон/Ширдон, син Батага | -             | Боткий Шертга/Шертщко   | -             | -       | -        |
| Ацамаз                    | Ашамез/Ачемез | Ачамаз/Ачамза           | -             | Щамаз   | Ашамез   |
| Уризмаг                   | Уазирмес      | Урузман/Орзмі           | -             | -       | Уазирмес |
| Хаміц                     | Хіміш/Хіміш   | Хамчи                   | -             | -       | Хіміш    |
| Саууай/Шаууай             | Шуай          | Кинда Шоа/Киндій Шоа    | -             | -       | Шауей    |

Також в кожній версії оповідей є свої, унікальні герої. Наприклад, у адигів — Адіюх, Ахуміда, Бадиноко; у осетин — Ахсар, Ахсартаґ, Уархаґ. У абхазьких оповідях є Цвіцв, Нарджхеу.
Також є відмінність між образами нартів. В основному нарти зображаються могутніми воїнами. Вони — позитивні персонажі, що несуть добро. Але в чечено-інгушській версії, що збереглася фрагментарно, є відмінність від інших. Історик Ч.Архієв вважав, що нарти розділяються на дві групи: благородні, високоморальні нарти і підлі, підступні орхустойці. Б.Далгат вважав, що нарти і орхустойці — терміни, службовці для позначення однієї і тієї ж частини нартів. Такі «нарторстхойці», як Сеска Сосла, Шерткґа, Патріж, Ачамаз, зображаються як підступні розбійники, нападаючі на беззбройні села. Тим часом, їм протистоять місцеві герої (Кінда Шоа, Колой Кант, Ґоржшай). Обидва види нартів можуть і поріднитися, але між ними йде постійна ворожнеча.
У осетинській версії нарти діляться на три прізвища: Ахсартаґката, Бората і Аллаґата. Перші — воїни. Їх рід небагатий, але володіє силою і відвагою. Другий рід, Бората, постійно ворогує з Ахсартаґката. Вони багаті, але боязкі, і саме вони послужили причиною загибелі нартів. Рід Аллаґата рідко згадується в епосі. Аллаґата — хранителі всіх ритуальних предметів, необхідних для обрядів. Жодне свято, присвячене духам і богам, не обходиться без них.
Епос кабардинців схожий з епосом інших народів-носіїв епосу. Найкрупнішим збирачем оповідей кабардинців був Казі Атажукін, людина, що склала в 1864 році кабардинську абетку. Він перший в кабардинській історії випустив книгу з деякими оповідями про нартів.

## Герої епосу
Одним з головних героїв нартовських оповідей є Сослан/Сосруко/Сеска Сосла/Сасриква. У всіх народів це нарт, народжений з каменя. У осетинських оповідях у Сослана проходить аналогія з Ахіллом з грецьких міфів. У останнього була уразлива лише п'ята, решта всього тіла була невразливим. У осетинського Сослана уразливі були коліна. І той, і іншій загинули через удар по слабкому місцю. З дитинства цей герой проявляв сміливість, силу і самостійність. У абхазькій версії він був молодшим братом із ста, але перевершував братів і силою, і винахідливістю.
Також важливий цикл про Сатану/Сатанів-Ґуашів/Селі Сата. У абхазькій і адигській версіях це романтична жінка, символ краси, розуму і нев'янучої молодості. У осетинській версії вона як би приземлена. У осетин вона — дружина родокерівника нартів, господиня, невичерпна на хитрості, жінка.
У кабардинському епосі існує герой — Бадиноко. Ще в дитинстві передбачалося його героїчне майбутнє. Співали йому в колисковій пісні:

Ти обезголовиш сотні чудовиськ,
Сотні скарбів нартам роздаси.
…Спи моє щастя, хоробре моє левеня
Славний і дзвінковий буде твій шлях.
Будеш ти світлом роду людського,
Заздоровниці слово скажуть тобі.

Бадиноко — єдиний герой епосу, що не любить бенкети і танці. Він говорить:

Ніколи я не прагнув
До пригощань багатим,
До співів веселим.
… доспіхі бойові
Я надів для справ високих:
Моя доля — захист правди.

## Цікаво
- У Кабардино-Балкарії є селище міського типу Адіюх (ім'я дівчини з епосу), в якому всі вулиці названі іменами нартів;
- На честь нартів в Гагрі (Абхазія) була названа вулиця — проспект Нартаа (Нартів), колишній проспект Руставелі. Такі ж вулиці (Нартовська вулиця) є у Владикавказі і в Беслані (Північна Осетія);
- Імена нартовськіх героїв у народів, серед яких існує епос, дають дітям. Наприклад, у осетин поширені імена Аґунда, Ахсар (Ахшар), Дзерасса, Батраз, Сослан, у меншій мірі інші;
- Нартовськими іменами називають різні заклади, як, наприклад, ресторан «Сосруко» на горі Мала Кізілівка в Нальчику. У Сухумі (Абхазія) на честь нартів ще в радянський час був названий один з відомих ресторанів міста «Нартаа» («Нарти»);
- Сухумська команда КВН також носить ім'я «Нарти з Абхазії».

## Нарти у інших народів Кавказу
Нарти також згадуються у народів Дагестану і у деяких грузинських етнічних груп, таких як рачинці, свани, хевсури. Зустрічаються нарти у них тільки в казках. Це безіменні багатирі-велетні, що володіють величезною силою. У народів Дагестану в казках зазвичай не один, але сім нартов. Вони живуть в лісах, в баштах, що упираються верхівкою в небо. Обгороджені їх житла залізною огорожею.